# … und keiner schämte sich
… und keiner schämte sich ist ein deutsches Filmmelodram aus dem Jahre 1960 mit Gustav Fröhlich in einer der Hauptrollen.

## Handlung
Für den noch sehr jungen Erwachsenen Horst Lebrecht bricht eine Welt zusammen, als er eines Tages hinter das Geheimnis seiner Eltern kommt. Bis dato hatte er geglaubt, dass sein Vater, der Regierungsrat Dr. Lebrecht, und seine Mutter eine mustergültige Ehe führen. Doch durch einen Zufall findet er heraus, dass sich beide Elternteile hintergehen. Sein Vater, der hochrangige Beamte, hat sich auf eine Affäre mit seiner Sekretärin eingelassen und Mutter Magda Lebrecht hintergeht wiederum den Gatten mit dem deutlich jüngeren Omnibusfahrer Bob Sommer. Horst will nicht tatenlos zusehen, wie die Ehe seiner Eltern zerbricht, und versucht einzugreifen. Doch es kommt noch schlimmer: Seine eigene Schwester Monika verfällt dem Charme eines ehemaligen Fliegers. Nun beginnt Horst durchzudrehen. Als erster Akt seiner tiefen Verzweiflung trifft es das Fahrzeug des Kraftfahrers Bob: Horst macht sich an der Bremse von dessen Auto zu schaffen. Daraufhin kommt es zu einem schweren Unfall mit tödlichen Folgen.

## Produktionsnotizen
… und keiner schämte sich wurde im Frühjahr 1960 gedreht und am 9. Juni 1960 in Heilbronn uraufgeführt.
Für den ehemaligen Stummfilmstar Gustav Fröhlich (Metropolis) war dies der letzte Kinofilmauftritt. Die Mitwirkenden Albert Hehn und Sascha Hehn waren Vater und Sohn.

## Kritiken
„Ganz so schamlos, wie der Titel meint, geht es freilich nicht zu. Es schämt sich nämlich ein junges Geschwisterpaar seiner Eltern, die sich auseinanderlebt haben und einander betrügen. Die jungen Leute werden in das allgemeine Lügen- und Intrigengespinst verstrickt, und schließlich muß der Sohn (Claus Wilcke) versuchen, zu retten, was zu retten ist. Das läuft recht zähflüssig an und leidet oft unter reichlich papierenen Dialogen, aber da sind auch einige Szenen, in denen es durchaus dramatisch zugeht. Ein Film, der nicht das Letzte an Perfektion bietet, aber doch nachdenklich zu stimmen vermag.“

Im Lexikon des Internationalen Films heißt es: „Gefühlvoll-veräußerlichte, bisweilen reißerische Kolportage im Illustriertenstil.“